# Acrobeloides emarginatus
Acrobeloides emarginatus is een rondwormensoort. De wetenschappelijke naam van de soort is voor het eerst geldig gepubliceerd door De Man.